# Waszp

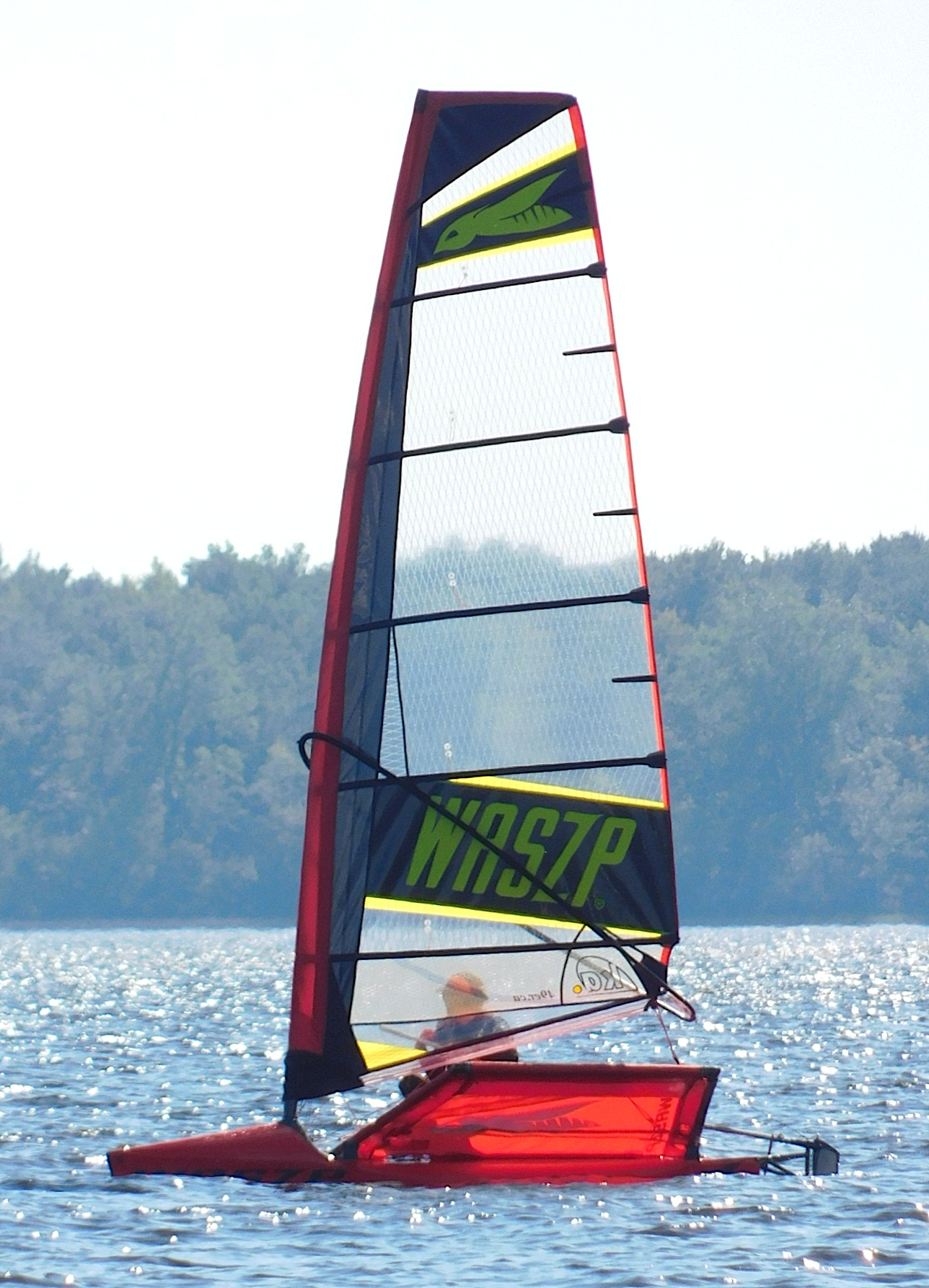
Imagen del velero Waszp

El Waszp (/wɒsp/) es una clase australiana de velero hidroplano, diseñado por Andrew McDougall en 2016 para un solo navegante, tanto para jóvenes como para adultos. La clase Waszp incluye cuatro tamaños de aparejo diferentes, cada uno con el mismo casco y diferentes diseños de alas.